# سودوست-فریسلان
سودوست-فریسلان (به هلندی: Súdwest-Fryslân) یک شهرستان در هلند است که در فریسلاند واقع شده‌است. سودوست-فریسلان ۲ متر بالاتر از سطح دریا واقع شده‌است.